# Jonathon Tiller
Jonathon T. Tiller (ur. 11 maja 1988 w Marietta w stanie Georgia) – amerykański koszykarz występujący na pozycji rzucającego obrońcy lub rozgrywającego.
W sierpniu 2015 podpisał umowę z klubem Polpharmy Starogard Gdański. 17 grudnia klub rozwiązał z nim umowę z powodu problemów zdrowotnych.

## Osiągnięcia
Stan na 15 sierpnia 2018, na podstawie, o ile nie zaznaczono inaczej.
NCAA
- Obrońca roku konferencji Big 12 (2009)[5]
- Wybrany do:
  - I składu defensywnego Big 12 (2009, 2010)
  - składu All-Big 12 Honorable Mention (2009)

Indywidualne
- Obrońca roku holenderskiej ligi DBL (2017)
- Zaliczony do I składu:
  - DBL (2017)
  - I składu defensywnego DBL (2015, 2017)
- Lider w przechwytach ligi holenderskiej DBL (2015, 2017)

## Statystyki podczas występów w PLK
| Sezon     | Drużyna | M  | S5 | MPG  | FG% | 3P% | FT% | RPG | APG | SPG | BPG | PPG  |
| --------- | ------- | -- | -- | ---- | --- | --- | --- | --- | --- | --- | --- | ---- |
| 2011/2012 | Jezioro | 38 | 20 | 28,7 | 49% | 30% | 69% | 4,5 | 3,4 | 1,5 | 0,2 | 13,2 |